# Montserrat Franquesa Gòdia
Montserrat Franquesa Gòdia  (Lérida, 23 de junio de 1966 - Barcelona, 18 de octubre de 2021) fue una traductora, profesora, neohelenista y esperantista española.

## Trayectoria
Licenciada en filología clásica y en filología germánica, y doctora en traducción por la Universidad Autónoma de Barcelona. Es autora junto a Joaquim Gestí y Andreu Martí  de la versión catalana del Diccionario de la mitología griega y romana, de Pierre Grimal, con la consiguiente incorporación al catalán de un buen número de nombres propios griegos y latinos, contribuyendo al proceso de fijación de los criterios de transcripción de éstos al catalán. Miembro fundadora de la Asociación Catalana de Neohelenistas, tradujo junto con Joaquim Gestí a varios autores neogriegos, entre ellos Dora Iannakopulu, Petros Márkaris, Litsa Psarafti, Maria Skiadaresi, Soti Triantafillou, Thoti Triantafillou, Thoi Triantafillou, y Thani. Fue miembro y presidenta de la Asociación de Profesorado de Alemán de Cataluña, y tradujo del alemán al catalán obras de Joseph Roth, Sebastian Haffner, Karl Bruckner o Dirk Reinhardt, entre otros.
Investigó la labor cultural de la Fundación Bernat Médico en cuanto a la traducción de los clásicos griegos y latinos al catalán, que fue objeto de su tesis doctoral, fruto de la cual publicó La Fundación Bernat Médico, una obra de país (1923-1938),  obra que completó con trabajos relativos a períodos posteriores de la referida Fundación.
De 2017 a 2021 fue jefa de redacción, conjuntamente con Joaquim Gestí, de Visat, revista digital de literatura y traducción del PEN Català (Visat). Franquesa fue miembro de la junta de la Asociación Catalana de Esperanto (KEA) y editora jefe de la revista Kataluna Esperantisto, lengua internacional y derechos lingüísticos, el órgano oficial de esta asociación. Desde ese cargo, impulsó la revitalización de la revista en su sexta época, tarea que inició con la publicación del número 369 (135), en junio de 2021.

## Premio Montserrat Franquesa de Traducción
Desde el año 2024, el premio otorgado anualmente por el PEN catalán a la mejor traducción literaria al catalán publicada el año anterior (Premio PEN Catalán de Traducción) pasó a llamarse Premio Montserrat Franquesa de Traducción.